# 뉴질랜드 브레이커스
뉴질랜드 브레이커스(영어: New Zealand Breakers)는 뉴질랜드 오클랜드를 연고지로 하는 NBL 소속 프로 농구 팀이다. 홈경기장은 벡터 아레나이다.

## 참조
1. ↑  시즌의 뒷 해로 표기. 2006-2007 시즌의 경우 2007로 표기.